# 新田乡 (溆浦县)
新田乡，是中华人民共和国湖南省怀化市溆浦县下辖的一个乡镇级行政单位。

## 行政区划
新田乡下辖以下地区：
刘家洞村、双其村、英塘村、箭冲村、绿坡村、紫金村、车水江村、新田村、南竹坑村、灶坪村和牛角坪村。